# Manfred Feld
Manfred Feld (* 1925; † 11. August 2017) war ein deutscher Tischtennis-Nationalspieler mit seinem Leistungszenit in den 1940er und 1950er Jahren.

## Werdegang
Der Abwehrspieler Feld wohnte nach dem Zweiten Weltkrieg im Ostteil Berlins. Er war bei einem Verein in Prenzlauer Berg aktiv. Bei den Gesamtberliner Meisterschaften siegte er 1947 und 1951 im Einzel und 1948 im Mixed mit Erika Richter. Im Dezember 1949 wurde der Dritter bei den nationalen deutschen Meisterschaften 1949/50 in Rheydt. Um 1950 wechselte er zum Verein BSG Medizin Berlin Mitte, dem Nachfolgeklub der SG Nordring. 1950 nahm Manfred Feld an dem Länderkampf DDR gegen die Bundesrepublik in Leipzig im Zirkus Aeros teil. An der Seite von Heinz Reschke und Heinz Schneider unterlag das DDR-Team mit 3:6 gegen Heinz Raack, Rudi Piffl und Jupp Schlaf.
Bis 1954 wirkte Manfred Feld als Trainer in der DDR. 1954 floh er aus der DDR. Nach einem Aufenthalt in Schweden von 1956 bis 1968 kehrte er wieder nach Berlin zurück und schloss sich dem Verein Tennis Borussia Berlin, später spielte er beim Spandauer TTC an. Bei den Berliner Seniorenmeisterschaften wurde er dreimal Einzelmeister in der Klasse Ü 60 (1987, 1989, 1990), ebenso im Doppel 1987 mit Heinz Voigt und 1990 mit Rolf Nelke.
Am 11. August 2017 starb Manfred Feld im Alter von 92 Jahren.